# Villa Santandrea
Villa Santandrea (in sloveno Slovenska vas) è un centro abitato della Slovenia, frazione del comune di San Pietro del Carso.